# Vivenzio (nome)
Vivenzio  è un nome proprio di persona italiano maschile.

## Varianti
- Maschili: Vivante[1]
  - Alterati: Vivenziolo[1]
- Femminili: Vivenzia
  - Alterati: Vivenzina

### Varianti in altre lingue
- Francese: Vivence
- Latino: Viventius[1][2]
- Spagnolo: Vivencio

## Origine e diffusione
Deriva dal cognomen latino Viventius, che, tratto dall'aggettivo vivens, significa letteralmente "vivente", "che è vivo", "che ha tanta vitalità" (in maniera analoga ai nomi Vitale, Viviana e Vivo).
Ad oggi il nome Vivenzio risulta particolarmente diffuso nella provincia di Viterbo, in virtù del culto di San Vivenzio, patrono del comune di Blera.

## Onomastico
L'onomastico si può festeggiare il 13 gennaio in memoria di san Vivenzio, confessore a Vergy e vescovo di Blera, oppure il 4 agosto in ricordo di un altro san Vivenzio martire nel Maine, o ancora il 12 luglio in onore di san Vivenziolo, vescovo di Lione.

## Persone
- Vivenzio, politico romano
- Vivenzio di Blera, vescovo italiano